# ソウルエッジ
『ソウルエッジ』（Soul Edge）は、1996年にナムコ（後のバンダイナムコエンターテインメント）がアーケードゲームとして発売した3D武器格闘アクション、および、この作品においての最重要アイテム（武器）の名称。
1996年12月20日に多数の要素を追加したプレイステーション版が発売された。
なお、海外版（欧州、北米、オーストラリア等）は『'Soul Blade（ソウルブレード）』という名称となっている。

## 製品
- アーケード版 Ver.1: 1996年2月20日[1]稼働開始（SYSTEM11）
- アーケード版 Ver.2: 1996年6月稼働開始（SYSTEM11）
- プレイステーション版: 1996年12月20日[1]（ナムコジョイスティック付属の限定版ボックスも同時発売されている。）
- プレイステーション版: 1999年11月18日（PlayStation the Best として再発売。）
- プレイステーション版: 2002年1月31日（PS one Books として再発売。）

## 概要
16世紀の世界各地を舞台に、伝説の剣「ソウルエッジ」を巡る10人の戦士の戦いを描き、後年“ソウルシリーズ”と呼ばれる一連の作品群の先鞭を付ける事となった。
戦士は全員武器を装備しており、その武器の射程と空間を活かしたシステムとなっている。

## 基本システム
基本操作は1レバーと4ボタンで、ボタンは4つのうち1つがガード、他は縦斬り・横斬り・蹴りとなっている。ガードは通常のガードの他、タイミング良く行うことで相手の攻撃をはじいて反撃することが可能（ガードインパクト）。
業務用3D格闘ゲームでは初めて手前や奥に移動して攻撃を避ける「軸移動」を導入している（家庭用を含めると『闘神伝』が初）。手前に避けるにはレバーを下2回、奥に避けるにはレバーを下・上と交互に入力する操作が必要。
武器攻撃同士がかち合うと鍔迫り合いが発生し、押したボタンによって3すくみで優劣が決まる。
攻撃をガードすると武器にダメージがたまる。武器ゲージの周囲が炎に包まれた状態になるとクリティカルエッジを出すことができる。相手の攻撃をガードしたりクリティカルエッジを使うと武器ゲージは減っていき、ゲージがなくなると武器が弾き飛ばされ、そのラウンドは素手で戦うことになる。次のラウンドで弾き飛ばされた武器は復活し、武器ゲージは一定量回復した状態で持ち越される。また、一定量ゲージを消費することで強力な「クリティカルエッジ」を繰り出すことができる。
ナムコにおいて本作と双璧を成す3D対戦格闘ゲーム、鉄拳シリーズと比較するとコンボが少なく（アーケード版の前期バージョンでは空中コンボが存在しなかった）、読み合い重視の対戦となっている。
背景にもポリゴンを使用するなど表示画素が多くなっているため、画面描画は30fpsとなっているが、入力の受け付けなど内部処理は60fpsで行われている。

## 登場キャラクター
この作品の登場キャラクターは全てがそれぞれの理由でソウルエッジを追い求めている。
| 御剣平四郎（みつるぎ へいしろう） | しがない一農民の息子であったが、両親の死をきっかけに剣の道へ。種子島に勝る武器を追い求める。22歳。国籍、日本。身長、168cm、体重、59kg。血液型AB型。 |
| 成美那（ソン・ミナ）              | 剣術道場師範の一人娘。迫り来る祖国への脅威のため、そして自分が一人前であると認めさせるために救国の剣を求める。16歳。国籍、韓国。身長、159cm、体重、46kg。血液型A型。 |
| 多喜（タキ）                      | 孤児であったが、忍者に育てられ邪悪な妖怪退治を生業とするくノ一となった。自らの刀をより強力にするためにソウルエッジを探す。22歳。国籍、日本。身長、170cm、体重、55kg。血液型A型。 |
| 李龍（リ・ロン）                  | 倭寇抹殺のため、日本へ渡った暗殺者。恋に落ちた日本人の女性「千恵」を斬った剣士を追う。24歳。国籍、中国。身長、168cm、体重、55kg。血液型B型。 |
| ヴォルド                          | 亡き主の宝物殿を守る番人。主の最後の願いであったソウルエッジを求める。43歳。国籍、イタリア。身長、183cm、体重、79kg。血液型A型。 |
| ソフィーティア・アレクサンドル    | 邪剣の破壊をヘパイストス神に命じられた少女。18歳。国籍、ギリシア。身長、168cm、体重、?。血液型B型。 |
| ジークフリート・シュタウフェン    | 殺された父の仇を討つためにソウルエッジを追い求めるが、それは父を殺したのが自分自身であることからの現実逃避である。16歳。国籍、ドイツ。身長、157cm、体重、48kg。血液型A型。 |
| ロック                            | アダムス家に生まれたイギリス人（イングランド王国）だが、幼い頃海賊の襲撃により乗っていた船を沈められ、見知らぬ島（新大陸）に流れ着き、そのままその地で育った男。ソウルエッジを手がかりに自分の過去を探す。海外版のフルネームはNathaniel William Adams（ナサニエル・ウィリアム・アダムズ）。35歳。国籍、アメリカ。身長、175cm、体重、81kg。血液型?。 |
| 黄星京（ファン・ソンギョン）      | 成美那の父の剣術道場の愛弟子。武器は中国式の長剣「青嵐」。元々は韓国版ソウルエッジの御剣の代替キャラであった。25歳。国籍、韓国。身長、171cm、体重、60kg。血液型AB型。 |
| セルバンテス・デ・レオン          | 本作の中ボス。かつて世界の海を荒らし回った大海賊だが、現在は邪剣に支配されている。武器は邪剣「ソウルエッジ」二刀流。48歳。国籍、スペイン。身長、178cm、体重、80kg。血液型O型。 |
| ソウルエッジ                      | 本作の最終ボス。邪剣ソウルエッジの意思が具現化した存在で、炎に包まれた骸骨の姿をしている。次回作の『ソウルキャリバー』以降では“インフェルノ”として、姿を大きく変えた上で登場している。 |

黄とセルバンテスはVer.2で通常使用キャラに、ソウルエッジ、成漢明、ソフィーティア別バージョン2種、ジークフリート別バージョンはプレイステーション版でのみ、特定の条件を満たすことで使用可能となった。

## Ver.2について
Ver.1はCPU戦の難易度が高く、特に最終ボスのソウルエッジはあまりにも強くし過ぎてしまったため、ユーザーから「クリアできない」と言う苦情があったようである（製作スタッフがサウンドトラックのライナーノーツでこのことについて言及している）。
Ver.2では前述で述べた問題だったCPU戦の難易度を低くし、全キャラ浮かせ技（と空中コンボの要素）やガード不能技の追加、Ver.1では隠しコマンドで使用可能だった黄や使用できなかったセルバンテスを最初から無条件で選択可能にしたり対戦バランスを調整したりなど、多くの修正がなされている。なお、Ver.2はゲーム画面上は『Ver.II』となっている。

## プレイステーション版追加要素
オープニングムービー
ソウルエッジの世界を表現したOPムービーの追加。
エッジマスターモード
世界地図に表示される各地を転戦して対戦開始前に表示される「リングアウトで倒せ!」といった条件を満たすように敵に勝つと、攻撃力や重量といったパラメーターが通常とは違う武器が入手できる。各キャラクターには別々のエピソードが用意されておりスタート地点も異なる。黄星京編にはオリジナルキャラとして成漢明が登場する。武器のコレクションを増やして最終的にはそれぞれのキャラの最強武器を入手することが目的だが、プレイヤーの訓練用モードでもある。
マルチエンディング
アーケードモードのエンディングをポリゴンキャラによる動画に変更。エンディング中に特定の操作をすることによってエンディングの内容が変化する。ソン・ミナの場合、通常では、父の不意討ちをかわせずに修行のやり直しを命ぜられてしまう。隠しコマンドを入力した場合は、不意討ちをかわして一人前と認められ、ファン・ソンギョンと養子縁組みされられそうになる。なお、アーケード版のエンディングは「エッジマスターモード」をクリアすることによって見ることができる。
BGM
「ORIGINAL VERSION（アーケード版）」、「ARRANGE VERSION（アーケード版のアレンジ）」、「KHAN SUPER SESSION」の3種類のBGMから選択可能。
KHANとは、1996年に結成活動していた日本のユニットグループで、家庭用で追加されたOPムービー中に流れる本作のテーマソング『The Edge of Soul』を制作し歌っている（後にシングル・アルバムとしても発売された）。
キャラクターの追加衣装
本作の家庭用版の発売前には、一般公募によるコスチュームデザインのキャンペーンが行われた。このキャンペーンの入選作品が、アーケード版の衣装とともに、それぞれのキャラへ家庭用版の独自の追加衣装として実装された。
その他
ゲームバランスの修正、練習モード、一定条件で使える隠れキャラ（美那の父、「成漢明（ソン・ハンミョン）［Seung Han Myong］」など）等の追加。
オプション
リングのサイズ、難易度、制限時間、ラウンド数など細部の設定やボタン配置の変更が可能。
コマンドリスト
使用しているキャラクターの技を確認する機能。PRACTICE MENU画面から、いつでも見る事が出来る。

## 本作のムービー・CGの評価
本作で制作されたムービー（家庭用のプレイステーション版で追加されたOP）やCGは、アートとしても国内外で高く評価され様々な賞を受賞している。以下はその受賞歴。
- 1997年 SIGGRAPH97（主催：国際計算機学会 ACM）「SOUL BLADE」（「ソウルエッジ」海外版 オープニングムービー） Electronic Theater入賞
- 1997年 平成9年度（第一回）文化庁メディア芸術祭「ソウルエッジ」 デジタルアート（ノンインタラクティブ）部門 大賞
- 1998年 マルチメディアグランプリ（主催：財団法人マルチメディア振興協会）「ソウルエッジ」 CG部門エンターテインメント賞 受賞